# Bad Day (wideo)
Bad Day (lub Badday, Computer rage, Office rage i Bad Day at the Office) – wideo przedstawiające pracownika biurowego atakującego komputer, które od 1997 krąży w internecie. Wideo stało się kulturowym ucieleśnieniem wściekłości komputerowej i jest przedmiotem kilku parodii, a także kampanii reklamowych.

## Fabuła
Wideo przypominające monitoring, przedstawia pracownika biurowego, który zaczyna atakować komputer. Następnie uderza klawiaturą komputerową w monitor komputera, po czym inny pracownik biurowy z ciekawością zagląda dwukrotnie przez przegrodę. Wideo kończy się, gdy protagonista wyrzuca monitor ze swojego biurka.